# C.A.S.H.
C.A.S.H. è il quarto album del rapper statunitense Cassidy, pubblicato nel 2010.
| Recensione | Giudizio |
| ---------- | -------- |
| RapReviews | [ 1 ]    |
| Spin       | [ 2 ]    |

## Tracce
1. Face 2 Face (Intro) – 4:47 – Bink!
2. Paper Up – 4:28 – Cassidy, Neo Da Matrix
3. Monsta Muzik – 3:10 – Bink!
4. One Shot – 3:27 – Vinylz
5. All Day All Night (featuring The Game) – 3:25 – Cassidy, Neo Da Matrix
6. Girl Like Her (featuring Mýa) – 3:49 – Vinylz, Top Notch, Allen Ritter
7. Drumma Bass – 3:23 – Cassidy, Top Notch, Ritter
8. Hate Me or Love Me – 4:17 – Cassidy, Top Notch, Ritter
9. High Off Life (featuring Junior Reid & Notch) – 4:08 – Vinlyz
10. Awww Shit (featuring Red Café) – 4:27 – Stoopid on da Beat
11. I'm a G Boy (featuring Ar-ab) – 6:24 – Cassidy, Rulet Records
12. She Addicted (featuring Naila Boss) – 4:21 – Cassidy, Vinylz
13. Peace – 5:15 – Boi-1da, Nick Brongers
14. Music in My Blood – 2:53 – Cassidy

## Classifiche
| Classifica (2010)          | Posizione massima |
| -------------------------- | ----------------- |
| Stati Uniti                | 145               |
| Stati Uniti (Indipendenti) | 10                |
| Stati Uniti (Rap)          | 11                |
| Stati Uniti (R&B/Hip-Hop)  | 19                |